# 둘이 합쳐 IQ 100
《둘이 합쳐 아이큐 100》(Le Comiche, The Comics)은 이탈리아에서 제작된 네리 파렌티 감독의 1990년  영화이다. 엔조 카나발 등이 주연으로 출연하였다. 둘이 합쳐 IQ 100 2(1991년), 둘이 합쳐 아이큐 100 3(1994년) 등 2개의 후속작이 있다.

## 출연

### 주연
- 엔조 카나발
- 지안

### 조연
- 살바토레 보르게스
- 레나토 포제토
- 파올로 빌라지오
- 잔파올로 사카롤라